# Otto Ender
Otto Ender (Altach, 24 dicembre 1875 – Bregenz, 25 giugno 1960) è stato un politico austriaco, cancelliere federale dal 1930 al 1931.

## Biografia
Nato a Altach, nello stato federato austriaco del Vorarlberg, ne è stato governatore dal 1918 al 1930. Ha fatto parte del Bundesrat (la camera alta) dal 1920 al 1934. È stato cancelliere federale per sei mesi fra 1930 e 1931, all'inizio della grande depressione. Successivamente è stato nuovamente governatore del Vorarlberg (1931 - 1934) e ministro senza portafoglio del governo di Engelbert Dollfuss dal 1933 al 1934. Dal 1934 al 1938 è stato presidente della Corte dei conti.
Dopo l'Anschluss fu arrestato dai nazisti e successivamente imprigionato nel campo di concentramento di Dachau. Fu liberato dagli Alleati nel 1945.